# Famille royale de Grèce (philatélie)

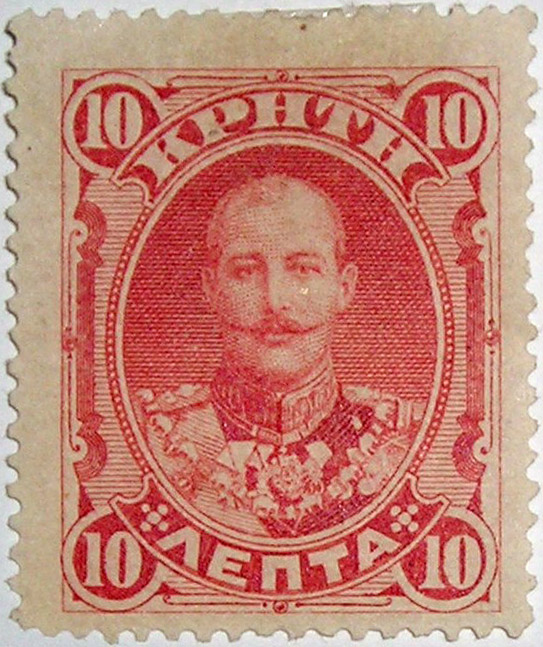
Timbre crétois à l'effigie du prince Georges de Grèce (1905).

Plusieurs membres de l'ancienne famille royale de Grèce ont été représentés sur des timbres-poste émis par le royaume de Grèce, la Crète autonome ou encore d'autres États européens (Espagne, Royaume-Uni ou Danemark). D'usage courant ou commémoratifs, ces timbres sont aujourd'hui souvent des objets de collection pour les philatélistes.
Le premier timbre représentant un membre de la famille royale n'est pas grec mais crétois et date de 1900. En effet, jusqu'aux années 1920, les timbres émis par la Poste hellène ont pour sujet principal la figure mythologique du dieu Hermès. Il faut attendre la restauration du roi Georges II en 1935 pour que les portraits des souverains, puis d'autres membres de la famille royale (reines et diadoques), fassent leur apparition sur des timbres.
Certains membres de la famille royale ayant épousé des monarques étrangers (Philip Mountbatten et Sophie d'Espagne) ou étant eux-mêmes issus de dynasties étrangères (Anne-Marie de Danemark), on trouve parfois leurs portraits sur des timbres d'autres pays.

## Timbres crétois
De 1897 à 1913, la Crète est élevée au rang de province autonome de l'Empire ottoman. Elle émet alors ses propres timbres, dont plusieurs sont à l'effigie du prince Georges de Grèce, nommé haut-commissaire de l'île entre 1898 et 1906. Ce sont alors les premiers timbres à représenter un membre de la famille royale de Grèce.
| Dates de circulation    | Image                                           | Couleur                      | Valeur faciale      | Type de timbre         | Tirage    |
| ----------------------- | ----------------------------------------------- | ---------------------------- | ------------------- | ---------------------- | --------- |
| 1er mars 1900- ????     | Portrait du haut-commissaire Georges de Grèce   | rouge                        | 10 leptas crétoises | Timbre d'usage courant | 2 000 000 |
| 1er mars 1900- ????     | Portrait du haut-commissaire Georges de Grèce   | bleu (sur-impression rouge)  | 25 leptas crétoises | Timbre d'usage courant | 100 000   |
| 1er mars 1900- ????     | Portrait du haut-commissaire Georges de Grèce   | bleu (sur-impression noire)  | 25 leptas crétoises | Timbre d'usage courant | 100 000   |
| 1er mars 1900- ????     | Portrait du haut-commissaire Georges de Grèce   | bleu                         | 25 leptas crétoises | Timbre d'usage courant | ????      |
| 1901- ????              | Portrait du haut-commissaire Georges de Grèce   | bleu (sur-impression noire)  | 25 leptas crétoises | Timbre d'usage courant | ????      |
| 1901- ????              | Portrait du haut-commissaire Georges de Grèce   | bleu (sur-impression noire)  | 25 leptas crétoises | Timbre d'usage courant | ????      |
| 15 février 1905- ????   | Portrait du haut-commissaire Georges de Grèce   | rouge                        | 10 leptas crétoises | Timbre d'usage courant | ????      |
| 28 août 1907- ????      | Arrivée du prince Georges dans la baie de Souda | vert                         | 1 drachme crétoise  | Timbre d'usage courant | ????      |
| 21 septembre 1908- ???? | Portrait du haut-commissaire Georges de Grèce   | rouge (sur-impression noire) | 10 leptas crétoises | Timbre d'usage courant | ????      |
| 1909- ????              | Arrivée du prince Georges dans la baie de Souda | vert clair                   | 1 drachme crétoise  | Timbre d'usage courant | ????      |

## Timbres grecs
Entre 1832 et 1924 puis à nouveau entre 1935 et 1973, la Grèce est un royaume qui a à sa tête deux dynasties successives : d'abord celle des Wittelsbach (1832-1862), originaire de Bavière, puis celle des Oldenbourg, issue du Danemark. Au début de cette période monarchique, la Poste grecque choisit la figure du dieu Hermès pour figurer sur ses timbre-poste et les portraits royaux ne sont donc pas utilisés.
Il faut attendre la restauration du roi Georges II en 1935 pour que la situation évolue. À partir de 1936, différents timbres commémoratifs ou d'usage courant représentent les rois successifs, leurs épouses et plus rarement leurs héritiers.

### Timbres à l'effigie des rois

#### Timbre à l'effigie d'OthonIer
Tous les timbres à l'effigie du roi Othon Ier sont des timbres posthumes, émis par la Poste grecque dans les années 1950.
| Dates de circulation     | Image                                  | Couleur | Valeur faciale | Type de timbre         | Tirage    |
| ------------------------ | -------------------------------------- | ------- | -------------- | ---------------------- | --------- |
| 21 mai 1956- 19 mai 1977 | Othon Ier en costume grec traditionnel | bleu    | 70 leptas      | Timbre d'usage courant | 5 000 000 |
| 15 novembre 1957- ????   | Othon Ier en costume grec traditionnel | carmin  | 70 leptas      | Timbre d'usage courant | 1 000 000 |

#### Timbres à l'effigie de GeorgesIer
Tous les timbres à l'effigie du roi Georges Ier sont des timbres posthumes, émis par la Poste grecque dans les années 1930 et 1950.
| Dates de circulation          | Image                                                        | Couleur    | Valeur faciale | Type de timbre                                                  | Tirage     |
| ----------------------------- | ------------------------------------------------------------ | ---------- | -------------- | --------------------------------------------------------------- | ---------- |
| 21 mai 1939- 1er janvier 1940 | Georges Ier de Grèce face à la reine Victoria du Royaume-Uni | orange     | 20 drachmes    | Timbre commémoratif (75 ans du rattachement des îles Ioniennes) | ????       |
| 21 mai 1939- 1er janvier 1940 | Georges Ier de Grèce face à la reine Victoria du Royaume-Uni | bleu foncé | 20 drachmes    | Timbre commémoratif (75 ans du rattachement des îles Ioniennes) | ????       |
| 21 mai 1939- 1er janvier 1940 | Georges Ier de Grèce face à la reine Victoria du Royaume-Uni | rouge      | 20 drachmes    | Timbre commémoratif (75 ans du rattachement des îles Ioniennes) | ????       |
| 21 mai 1956- 19 mai 1977      | Portrait en trois-quarts de Georges Ier                      | gris       | 30 leptas      | Timbre d'usage courant                                          | 15 000 000 |
| 15 novembre 1957- 19 mai 1977 | Portrait en trois-quarts de Georges Ier                      | gris       | 30 leptas      | Timbre d'usage courant                                          | 8 000 000  |

#### Timbres à l'effigie de ConstantinIer
Tous les timbres à l'effigie du roi Constantin Ier sont des timbres posthumes, émis par la Poste grecque dans les années 1930 et 1950. Les timbres de 1936 sont les premiers timbres grecs à représenter un membre de la famille royale de Grèce.
| Dates de circulation              | Image                                                          | Couleur              | Valeur faciale | Type de timbre                            | Tirage     |
| --------------------------------- | -------------------------------------------------------------- | -------------------- | -------------- | ----------------------------------------- | ---------- |
| 18 novembre 1936- 24 janvier 1937 | Constantin en profil trois-quarts portant l'uniforme militaire | rouge cerclé de gris | 3 drachmes     | Timbre commémoratif (funérailles royales) | 3 051 155  |
| 18 novembre 1936- 24 janvier 1937 | Constantin en profil trois-quarts portant l'uniforme militaire | gris                 | 8 drachmes     | Timbre commémoratif (funérailles royales) | 646 568    |
| 9 octobre 1938- 15 octobre 1941   | Constantin à cheval portant l'uniforme militaire               | vert                 | 1,5 drachmes   | Timbre commémoratif                       | 10 650 654 |
| 9 octobre 1938- 15 octobre 1941   | Constantin à cheval portant l'uniforme militaire               | rouge                | 30 drachmes    | Timbre commémoratif                       | 355 994    |
| 21 mai 1956- 19 mai 1977          | Constantin en profil trois-quarts portant l'uniforme militaire | gris                 | 1,5 drachmes   | Timbre d'usage courant                    | 4 000 000  |
| 15 novembre 1957- date inconnue   | Constantin en profil trois-quarts portant l'uniforme militaire | vert                 | 1,5 drachmes   | Timbre d'usage courant                    | 5 000 000  |

#### Timbres à l'effigie d'AlexandreIer
Tous les timbres à l'effigie du roi Alexandre Ier sont des timbres posthumes, émis par la Poste grecque dans les années 1950.
| Dates de circulation          | Image                    | Couleur     | Valeur faciale | Type de timbre         | Tirage    |
| ----------------------------- | ------------------------ | ----------- | -------------- | ---------------------- | --------- |
| 21 mai 1956- 19 mai 1977      | Portrait d'Alexandre Ier | violet noir | 10 leptas      | Timbre d'usage courant | 7 000 000 |
| 15 novembre 1957- 19 mai 1977 | Portrait d'Alexandre Ier | carmin      | 10 leptas      | Timbre d'usage courant | 5 000 000 |

#### Timbres à l'effigie de Georges II
Les timbres à l'effigie du roi Georges II de Grèce sont les premiers timbres à être émis par la Poste grecque durant le règne du monarque qu'ils représentent.

#### Timbres à l'effigie de PaulIer
Le roi Paul Ier est le membre de la famille royale de Grèce le plus représenté par la Poste grecque. Certains timbres montrent son portrait alors qu'il n'est que diadoque mais la plupart le représentent durant son règne.

##### En tant que diadoque
| Dates de circulation        | Image                                                              | Couleur | Valeur faciale | Type de timbre                            | Tirage    |
| --------------------------- | ------------------------------------------------------------------ | ------- | -------------- | ----------------------------------------- | --------- |
| 9 janvier 1938- 9 mars 1938 | Portraits du diadoque Paul et de la princesse Frederika de Hanovre | vert    | 1 drachme      | Timbre commémoratif (mariage du diadoque) | 1 551 826 |
| 9 janvier 1938- 9 mars 1938 | Portraits du diadoque Paul et de la princesse Frederika de Hanovre | rouge   | 3 drachmes     | Timbre commémoratif (mariage du diadoque) | 527 384   |
| 9 janvier 1938- 9 mars 1938 | Portraits du diadoque Paul et de la princesse Frederika de Hanovre | bleu    | 8 drachmes     | Timbre commémoratif (mariage du diadoque) | 527 384   |

##### En tant que monarque
| Dates de circulation              | Image                                                                                     | Couleur    | Valeur faciale  | Type de timbre                         | Tirage     |
| --------------------------------- | ----------------------------------------------------------------------------------------- | ---------- | --------------- | -------------------------------------- | ---------- |
| 14 décembre 1952- 16 février 1958 | Portrait de profil du roi Paul Ier                                                        | vert       | 200 drachmes    | Timbre d'usage courant (50 ans du roi) | 3 824 356  |
| 14 décembre 1952- 16 février 1958 | Portrait de profil du roi Paul Ier                                                        | rouge      | 1000 drachmes   | Timbre d'usage courant (50 ans du roi) | 3 928 791  |
| 14 décembre 1952- 16 février 1958 | Portrait de profil du roi Paul Ier                                                        | carmin     | 10 000 drachmes | Timbre d'usage courant (50 ans du roi) | 3 928 791  |
| 14 décembre 1952- 16 février 1958 | Portrait de profil du roi Paul Ier dans un médaillon surplombé d'une déesse de la musique | bleu       | 1 400 drachmes  | Timbre d'usage courant (50 ans du roi) | 3 928 791  |
| 21 mai 1956- 19 mai 1977          | Portrait trois quarts du roi Paul Ier                                                     | noir       | 2 drachmes      | Timbre d'usage courant                 | 50 000 000 |
| 21 mai 1956- 19 mai 1977          | Buste en trois quarts du roi Paul Ier                                                     | bleu       | 7,5 drachmes    | Timbre d'usage courant                 | 1 000 000  |
| 21 mai 1956- 19 mai 1977          | Portraits du roi Paul et la reine Frederika                                               | carmin     | 7,5 drachmes    | Timbre d'usage courant                 | 10 000 000 |
| 21 mai 1956- 19 mai 1977          | Portraits du roi Paul et la reine Frederika, face au diadoque Constantin                  | bleu foncé | 10 drachmes     | Timbre d'usage courant                 | 1 000 000  |
| 15 novembre 1957- 19 mai 1977     | Portrait trois quarts du roi Paul Ier                                                     | carmin     | 2 drachmes      | Timbre d'usage courant                 | 60 468 500 |
| 15 novembre 1957- 19 mai 1977     | Buste en trois quarts du roi Paul Ier                                                     | orange     | 7,5 drachmes    | Timbre d'usage courant                 | 1 000 000  |
| 15 novembre 1957- 19 mai 1977     | Portraits du roi Paul et la reine Frederika                                               | gris       | 5 drachmes      | Timbre d'usage courant                 | 5 000 000  |
| 15 novembre 1957- 19 mai 1977     | Portraits du roi Paul et la reine Frederika, face au diadoque Constantin                  | vert       | 10 drachmes     | Timbre d'usage courant                 | 1 000 000  |
| 6 mai 1964- 19 mai 1977           | Portrait de profil du roi Paul Ier                                                        | marron     | 30 leptas       | Timbre d'usage courant                 | ????       |
| 6 mai 1964- 19 mai 1977           | Portrait de profil du roi Paul Ier                                                        | violet     | 0,5 drachme     | Timbre d'usage courant                 | ????       |
| 6 mai 1964- 19 mai 1977           | Portrait de profil du roi Paul Ier                                                        | gris foncé | 1 drachme       | Timbre d'usage courant                 | 12 000 000 |
| 6 mai 1964- 19 mai 1977           | Portrait de profil du roi Paul Ier                                                        | orange     | 1,5 drachmes    | Timbre d'usage courant                 | 14 000 000 |
| 6 mai 1964- 19 mai 1977           | Portrait de profil du roi Paul Ier                                                        | bleu       | 2 drachmes      | Timbre d'usage courant                 | 15 000 000 |
| 6 mai 1964- 19 mai 1977           | Portrait de profil du roi Paul Ier                                                        | noir       | 2,5 drachmes    | Timbre d'usage courant                 | 50 000 000 |
| 6 mai 1964- 19 mai 1977           | Portrait de profil du roi Paul Ier                                                        | marron     | 3,5 drachmes    | Timbre d'usage courant                 | 2 000 000  |
| 6 mai 1964- 19 mai 1977           | Portrait de profil du roi Paul Ier                                                        | bleu       | 4 drachmes      | Timbre d'usage courant                 | 2 000 000  |
| 6 mai 1964- 19 mai 1977           | Portrait de profil du roi Paul Ier                                                        | noir       | 4,5 drachmes    | Timbre d'usage courant                 | ????       |
| 6 mai 1964- 19 mai 1977           | Portrait de profil du roi Paul Ier                                                        | rouge      | 6 drachmes      | Timbre d'usage courant                 | 2 000 000  |

#### Timbres à l'effigie de Constantin II
Les timbres représentant le roi Constantin II sont émis durant son règne ou alors qu'il n'est encore que diadoque.

##### En tant que diadoque
| Dates de circulation          | Image                                                                        | Couleur    | Valeur faciale | Type de timbre         | Tirage     |
| ----------------------------- | ---------------------------------------------------------------------------- | ---------- | -------------- | ---------------------- | ---------- |
| 21 mai 1956- 19 mai 1977      | Portraits du roi Paul Ier et la reine Frederika, face au diadoque Constantin | bleu foncé | 10 drachmes    | Timbre d'usage courant | 1 000 000  |
| 21 mai 1956- 19 mai 1977      | Portrait du diadoque Constantin                                              | carmin     | 20 leptas      | Timbre d'usage courant | 10 000 000 |
| 15 novembre 1957- 19 mai 1977 | Portraits du roi Paul et la reine Frederika, face au diadoque Constantin     | vert       | 10 drachmes    | Timbre d'usage courant | 1 000 000  |
| 15 novembre 1957- 19 mai 1977 | Portrait du diadoque Constantin                                              | orange     | 20 leptas      | Timbre d'usage courant | 8 000 000  |

##### En tant que monarque
| Dates de circulation    | Image                                                                               | Couleur | Valeur faciale | Type de timbre                           | Tirage     |
| ----------------------- | ----------------------------------------------------------------------------------- | ------- | -------------- | ---------------------------------------- | ---------- |
| 18 septembre 1964- ???? | Portraits du roi Constantin et de la reine Anne-Marie                               | gris    | 1,5 drachmes   | Timbre commémoratif (mariage royal)      | 1 483 757  |
| 18 septembre 1964- ???? | Portraits du roi Constantin et de la reine Anne-Marie                               | carmin  | 2,5 drachmes   | Timbre commémoratif (mariage royal)      | 3 658 557  |
| 18 septembre 1964- ???? | Portraits du roi Constantin et de la reine Anne-Marie                               | bleu    | 4,5 drachmes   | Timbre commémoratif (mariage royal)      | 1 442 716  |
| 19 décembre 1966- ????  | Le roi Constantin et la reine Anne-Marie tenant dans leurs bras la princesse Alexia | gris    | 2,5 drachmes   | Timbre commémoratif (naissance d'Alexia) | 11 035 036 |

#### Timbres du centenaire de la dynastie d'Oldenbourg
L'année 1963 marque le centenaire de l'élection au trône de Georges Ier. Différents événements sont alors organisés pour fêter cet anniversaire et une série de timbres à l'effigie des monarques successifs de la maison d'Oldenbourg (Georges Ier, Constantin Ier, Alexandre Ier, Georges II et Paul Ier) est émise par la Poste grecque.
| Dates de circulation | Image                                          | Couleur | Valeur faciale | Type de timbre                                  | Tirage    |
| -------------------- | ---------------------------------------------- | ------- | -------------- | ----------------------------------------------- | --------- |
| 29 juin 1963- ????   | Portraits des 5 rois de la maison d'Oldenbourg | carmin  | 0,5 drachmes   | Timbre commémoratif (centenaire de la dynastie) | 2 422 159 |
| 29 juin 1963- ????   | Portraits des 5 rois de la maison d'Oldenbourg | vert    | 1,5 drachmes   | Timbre commémoratif (centenaire de la dynastie) | 2 080 575 |
| 29 juin 1963- ????   | Portraits des 5 rois de la maison d'Oldenbourg | marron  | 2,5 drachmes   | Timbre commémoratif (centenaire de la dynastie) | 3 675 718 |
| 29 juin 1963- ????   | Portraits des 5 rois de la maison d'Oldenbourg | bleu    | 4,5 drachmes   | Timbre commémoratif (centenaire de la dynastie) | 1 934 865 |
| 29 juin 1963- ????   | Portraits des 5 rois de la maison d'Oldenbourg | violet  | 6 drachmes     | Timbre commémoratif (centenaire de la dynastie) | 1 567 832 |

### Timbres à l'effigie des reines

#### Timbres à l'effigie d'Amélie d'Oldenbourg
Tous les timbres à l'effigie de la reine Amélie d'Oldenbourg sont des timbres posthumes, émis par la Poste grecque dans les années 1950.
| Dates de circulation     | Image                                                        | Couleur | Valeur faciale | Type de timbre         | Tirage     |
| ------------------------ | ------------------------------------------------------------ | ------- | -------------- | ---------------------- | ---------- |
| 21 mai 1956- 19 mai 1977 | La reine Amélie d'Oldenbourg en tenue grecque traditionnelle | bleu    | 1 drachme      | Timbre d'usage courant | 18 000 000 |
| 15 novembre 1957- ????   | La reine Amélie d'Oldenbourg en tenue grecque traditionnelle | rouge   | 1 drachme      | Timbre d'usage courant | 17 000 000 |

#### Timbres à l'effigie d'Olga de Russie
Tous les timbres à l'effigie de la reine Olga Constantinovna de Russie sont des timbres posthumes, émis par la Poste grecque dans les années 1950.
| Dates de circulation     | Image                               | Couleur | Valeur faciale | Type de timbre         | Tirage     |
| ------------------------ | ----------------------------------- | ------- | -------------- | ---------------------- | ---------- |
| 21 mai 1956- 19 mai 1977 | Portrait de la reine Olga de Russie | marron  | 0,5 drachme    | Timbre d'usage courant | 15 000 000 |
| 15 novembre 1957- ????   | Portrait de la reine Olga de Russie | vert    | 0,5 drachme    | Timbre d'usage courant | 25 000 000 |

#### Timbres à l'effigie de Sophie de Prusse
Tous les timbres à l'effigie de la reine Sophie de Prusse sont des timbres posthumes, émis par la Poste grecque dans les années 1950.
| Dates de circulation     | Image                                 | Couleur | Valeur faciale | Type de timbre         | Tirage    |
| ------------------------ | ------------------------------------- | ------- | -------------- | ---------------------- | --------- |
| 21 mai 1956- 19 mai 1977 | Portrait de la reine Sophie de Prusse | marron  | 3,5 drachmes   | Timbre d'usage courant | 5 000 000 |
| 15 novembre 1957- ????   | Portrait de la reine Sophie de Prusse | gris    | 3,5 drachmes   | Timbre d'usage courant | 5 000 000 |

#### Timbres à l'effigie de Frederika de Hanovre
Les timbres représentant Frederika de Hanovre sont tous contemporains de la reine. Certains la représentent alors qu'elle n'est que princesse royale mais la plupart la montrent quand elle est déjà souveraine.

##### En tant que princesse royale
| Dates de circulation        | Image                                                              | Couleur | Valeur faciale | Type de timbre                            | Tirage    |
| --------------------------- | ------------------------------------------------------------------ | ------- | -------------- | ----------------------------------------- | --------- |
| 9 janvier 1938- 9 mars 1938 | Portraits du diadoque Paul et de la princesse Frederika de Hanovre | vert    | 1 drachme      | Timbre commémoratif (mariage du diadoque) | 1 551 826 |
| 9 janvier 1938- 9 mars 1938 | Portraits du diadoque Paul et de la princesse Frederika de Hanovre | rouge   | 3 drachmes     | Timbre commémoratif (mariage du diadoque) | 527 384   |
| 9 janvier 1938- 9 mars 1938 | Portraits du diadoque Paul et de la princesse Frederika de Hanovre | bleu    | 8 drachmes     | Timbre commémoratif (mariage du diadoque) | 527 384   |

##### En tant que reine
| Dates de circulation          | Image                                                                        | Couleur    | Valeur faciale | Type de timbre         | Tirage     |
| ----------------------------- | ---------------------------------------------------------------------------- | ---------- | -------------- | ---------------------- | ---------- |
| 21 mai 1956- 19 mai 1977      | Portrait de la reine Frederika de Hanovre                                    | vert       | 4 drachmes     | Timbre d'usage courant | 5 000 000  |
| 21 mai 1956- 19 mai 1977      | Portraits du roi Paul Ier et la reine Frederika                              | carmin     | 7,5 drachmes   | Timbre d'usage courant | 10 000 000 |
| 21 mai 1956- 19 mai 1977      | Portraits du roi Paul Ier et la reine Frederika, face au diadoque Constantin | bleu foncé | 10 drachmes    | Timbre d'usage courant | 1 000 000  |
| 15 novembre 1957- 19 mai 1977 | Portrait de la reine Frederika de Hanovre                                    | marron     | 4 drachmes     | Timbre d'usage courant | 4 000 000  |
| 15 novembre 1957- 19 mai 1977 | Portraits du roi Paul Ier et la reine Frederika                              | gris       | 5 drachmes     | Timbre d'usage courant | 5 000 000  |
| 15 novembre 1957- 19 mai 1977 | Portraits du roi Paul Ier et la reine Frederika, face au diadoque Constantin | vert       | 10 drachmes    | Timbre d'usage courant | 1 000 000  |

#### Timbres à l'effigie d'Anne-Marie de Danemark
Les timbres représentant Anne-Marie de Danemark sont tous contemporains de la reine.
| Dates de circulation    | Image                                                                                  | Couleur | Valeur faciale | Type de timbre                           | Tirage     |
| ----------------------- | -------------------------------------------------------------------------------------- | ------- | -------------- | ---------------------------------------- | ---------- |
| 18 septembre 1964- ???? | Portraits du roi Constantin II et de la reine Anne-Marie de Danemark                   | gris    | 1,5 drachmes   | Timbre commémoratif (mariage royal)      | 1 483 757  |
| 18 septembre 1964- ???? | Portraits du roi Constantin II et de la reine Anne-Marie de Danemark                   | carmin  | 2,5 drachmes   | Timbre commémoratif (mariage royal)      | 3 658 557  |
| 18 septembre 1964- ???? | Portraits du roi Constantin II et de la reine Anne-Marie de Danemark                   | bleu    | 4,5 drachmes   | Timbre commémoratif (mariage royal)      | 1 442 716  |
| 19 décembre 1966- ????  | Le roi Constantin II et la reine Anne-Marie tenant dans leurs bras la princesse Alexia | gris    | 2,5 drachmes   | Timbre commémoratif (naissance d'Alexia) | 11 035 036 |
| 19 décembre 1966- ????  | La reine Anne-Marie tenant dans ses bras la princesse Alexia                           | bleu    | 3,5 drachmes   | Timbre commémoratif (naissance d'Alexia) | 1 670 193  |

### Timbres à l'effigie d'autres membres de la famille royale
Outre des rois et des reines, quelques timbres émis par la Poste grecque représentent des diadoques. C'est le cas d'une série de 1938 montrant le futur Paul Ier (voir ci-dessus) et de deux séries de 1956-1957 représentant le futur Constantin II (voir ci-dessus). Seule une autre série représente la princesse Alexia de Grèce, éphémère diadoque de Grèce entre 1965 et 1967. Il s'agit là des derniers timbres grecs montrant des membres de la famille royale.
| Dates de circulation   | Image                                                                                  | Couleur | Valeur faciale | Type de timbre      | Tirage     |
| ---------------------- | -------------------------------------------------------------------------------------- | ------- | -------------- | ------------------- | ---------- |
| 19 décembre 1966- ???? | La princesse Alexia, bébé                                                              | vert    | 2 drachmes     | Timbre commémoratif | 3 414 321  |
| 19 décembre 1966- ???? | Le roi Constantin II et la reine Anne-Marie tenant dans leurs bras la princesse Alexia | gris    | 2,5 drachmes   | Timbre commémoratif | 11 035 036 |
| 19 décembre 1966- ???? | La reine Anne-Marie tenant dans ses bras la princesse Alexia                           | bleu    | 3,5 drachmes   | Timbre commémoratif | 1 670 193  |

## Autres timbres

### Timbres du Commonwealth à l'effigie du prince Philippe
| Dates de circulation | Image | Couleur       | Valeur faciale       | Type de timbre                                                             | Tirage |
| -------------------- | --- | ------------- | -------------------- | -------------------------------------------------------------------------- | ------ |
| 24 juin 2021- ????   | Portrait du prince Philippe par le photographe Baron (en)                                                 | noir et blanc | ????                 | Timbre commémoratif (100e anniversaire de la naissance du prince Philippe) | ????   |
| 24 juin 2021- ????   | Portrait du prince Philippe assistant au défilé du prince Andrew au Dartmouth Naval College dans le Devon | noir et blanc | ????                 | Timbre commémoratif (100e anniversaire de la naissance du prince Philippe) | ????   |
| 24 juin 2021- ????   | Portrait du prince Philippe au Royal Windsor Horse Show                                                   | noir et blanc | 1,70 livres sterling | Timbre commémoratif (100e anniversaire de la naissance du prince Philippe) | ????   |
| 24 juin 2021- ????   | Portrait du prince Philippe par le photographe Terry O'Neill                                              | noir et blanc | 2,55 livres sterling | Timbre commémoratif (100e anniversaire de la naissance du prince Philippe) | ????   |

### Timbres danois à l'effigie de la future reine Anne-Marie
La Poste danoise a émis plusieurs timbres de bienfaisance à l'effigie de la princesse Anne-Marie de Danemark, future épouse du roi Constantin II de Grèce.
| Dates de circulation  | Image                                                                   | Couleur | Valeur faciale      | Type de timbre                            | Tirage    |
| --------------------- | ----------------------------------------------------------------------- | ------- | ------------------- | ----------------------------------------- | --------- |
| 19 octobre 1950- ???? | Portrait enfant de la princesse Anne-Marie de Danemark                  | marron  | 25+5 øres danoises  | Timbre de bienfaisance (aide à l'enfance) | 2 850 000 |
| 24 août 1964- ????    | Portraits des princesses Margrethe, Benedikte et Anne-Marie de Danemark | rouge   | 35+10 øres danoises | Timbre de bienfaisance (Croix-Rouge)      | 1 858 100 |
| 24 août 1964- ????    | Portraits des princesses Margrethe, Benedikte et Anne-Marie de Danemark | bleu    | 60+10 øres danoises | Timbre de bienfaisance (Croix-Rouge)      | 1 858 100 |